# Bârsănești (okręg Botoszany)
Bârsănești – wieś w Rumunii, w okręgu Botoszany, w gminie Durnești. W 2011 roku liczyła 179 mieszkańców.